# Morganucodon
Morganucodon és un gènere de mamaliaformes extints que visqueren durant el Triàsic superior i el Juràssic inferior a Euràsia i Nord-amèrica. Aparegué fa uns 205 milions d'anys.
Encarna un avenç en l'evolució de l'articulació mandibular. En aquest animal, l'os dental ja tocava l'escatós, mentre que l'os suprangular ja no estava en contacte amb l'escatós, ans havia estat substituït per l'apòfisi condília, una eminència del dental que encaixa en la fossa glenoide de l'escatós. A més a més, les dents postcanines seguien el mateix patró que en els mamífers, amb dents premolars d'una sola cúspide i molars de tres cúspides. El material disponible fa pensar que era difiodont, és a dir, que inicialment desenvolupava una dentadura temporal («dents de llet») que donava pas a una dentadura permanent a mesura que l'animal creixia. Aquesta configuració ha estat interpretada com un argument a favor de la hipòtesi que alimentava les cries amb llet. Morganucodon presentava els tres ossos de l'orella típics dels mamífers. Per altra banda, l'oclusió era completa i, a diferència del que passa en Sinoconodon, les dents molars exhibeixen facetes de desgast. Tot plegat suggereix que Morganucodon es nodria d'insectes i altres invertebrats menuts. L'anatomia de la seva cintura escapular també ha proporcionat informació valuosa als científics.